# Liste des aéroports en République dominicaine
Liste des aérodromes dominicains, avec le code OACI et le code AITA, triée par ville.
Voir aussi Catégorie:Aéroport en République dominicaine pour un tri par nom d'aérodrome
Voir aussi Liste des aéroports par code OACI : MD pour un tri par code OACI
| Ville                 | OACI | AITA | Aéroport                                     |
| --------------------- | ---- | ---- | -------------------------------------------- |
| Aérodromes civils     |      |      |                                              |
| Barahona              | MDBH | BRX  | Aéroport international María-Montez          |
| Constanza             | MDCZ | COZ  | Constanza                                    |
| La Romana             | MDLR | LRM  | Aéroport international Casa de Campo         |
| Pedernales            | MDCR | CBJ  | Cabo Rojo                                    |
| Monte Cristi          | MDMC |      | Aérodrome Osvaldo Virgil                     |
| Punta Cana            | MDPC | PUJ  | Punta Cana                                   |
| Samaná                | MDAB |      | Aéroport international Arroyo Barril         |
| Samaná (Las Terrenas) | MDPO | EPS  | El Portillo                                  |
| Samaná (Sánchez)      | MDCY | AZS  | Aéroport international El Catey              |
| Puerto Plata          | MDPP | POP  | Aéroport international Gregorio-Luperón      |
| Santiago              | MDST | STI  | Aéroport international du Cibao              |
| Saint-Domingue        | MDSD | SDQ  | Las Américas (Dr. José Francisco Peña Gómez) |
| Saint-Domingue        | MDJB | JBQ  | La Isabela (Dr. Joaquín Balaguer)            |
| Aérodromes militaires |      |      |                                              |
| San Isidro            | MDSI |      | Base aérienne de San Isidro                  |